# Astragalus innominatus
Astragalus innominatus es una especie de planta del género Astragalus, de la familia de las leguminosas, orden Fabales.

## Distribución
Astragalus innominatus se distribuye por Tayikistán.

## Taxonomía
Fue descrita científicamente por A. Boriss. Fue publicada en Bot. Mater. Gerb. Bot. Inst. Komarova Akad. Nauk S.S.S.R. 7: 230 (1938).